# 6651 Rogervenable
6651 Rogervenable eller 1991 RV9 är en asteroid i huvudbältet som upptäcktes den 10 september 1991 av den amerikanske astronomen Henry E. Holt vid Palomarobservatoriet. Den är uppkallad efter Roger Venable.